# Charles Cooke
Pour les articles homonymes, voir Cooke.
Charles Cooke III, né le 1er juillet 1994, à Trenton, au New Jersey, est un joueur américain de basket-ball. Il évolue au poste d'arrière.

## Biographie
Le 15 mars 2019, il signe un contrat de 10 jours avec le Heat de Miami. Il n'est pas prolongé à la suite de son contrat, sans avoir joué la moindre minute avec la franchise floridienne.